# Blogosfære
Blogosfære (af blog og -sfære) er en beskrivelse for den sfære, der udgøres af blogs og som er baseret på, at bloggene er forbundne gennem links til hinanden. Således opfattes de som et communtiy eller et socialt netværk, hvori bloggerne kan give udtryk for deres holdninger.
Blogosfæren er vokset frem siden begyndelsen af 2000'erne .I takt med udviklingen de senere år kan man inddele blogosfæren i mindre blogosfærer, der henvender sig til vidt forskellige målgrupper og behandler forskellige emner.

## Den danske blogosfære
Den danske blogosfære rummer ifølge en undersøgelse fra 2009 omkring 160000 blogs, hvoraf omkring 70000 er aktive.
En undersøgelse udført af Cision i 2008 viste, at den danske blogosfære domineres af højreorienterede synspunkter.